# Christèle Tual
Pour les articles homonymes, voir Tual.
Christèle Tual est une actrice française.

## Biographie
Née vers 1970, Christèle Tual suit sa formation de comédienne au conservatoire de Rennes, puis à l’école supérieure d'art dramatique du théâtre national de Strasbourg,,.
Elle interprète des rôles  au cinéma (elle a débuté en 1995 dans L'Âge des possibles, de Pascale Ferran) à la télévision, et au théâtre, notamment avec Joël Jouanneau, Ludovic Lagarde, et Yasmina Reza. En 2014, Ludovic Lagarde et Lionel Spycher la mettent en scène dans son premier texte, Le Regard du nageur.

## Filmographie

### Cinéma
- 1995 : L'Âge des possibles de Pascale Ferran
- 1997 : Vive la République ! de Éric Rochant
- 2002 : Parlez-moi d'amour de Sophie Marceau
- 2005 : Blonde et Brune de Christine Dory
- 2005 : Le Promeneur du Champ-de-Mars de Robert Guédiguian
- 2007 : Les Yeux bandés de Thomas Lilti
- 2008 : L'Autre de Patrick Mario Bernard et Pierre Trividic
- 2010 : Chicas de Yasmina Reza
- 2010 : Toutes les filles pleurent de Judith Godrèche
- 2012 : L'Homme qui rit de Jean-Pierre Améris
- 2013 : Jeunesse de Justine Malle
- 2014 : La Belle Vie de Jean Denizot
- 2015 : Floride de Philippe Le Guay
- 2018 : Je ne suis pas un homme facile d'Éléonore Pourriat

### Télévision
- 1995 : La Dame du cirque (téléfilm) de Igaal Niddam : Michaela Destrez
- 2001 : Combats de femme (série télévisée), épisode Innocente de Karin Albou : Juliette
- 2007 : Poison d'avril (téléfilm) de William Karel : l'infirmière
- 2008 : Seule (téléfilm) de Fabrice Cazeneuve : Marie-Hélène
- 2014 : Alice Nevers : Le juge est une femme (série télévisée), saison 12, épisode D'entre les morts : Barbara Madek
- 2019 : Un si grand soleil (série télévisée) : Mireille Dubreuil
- 2021 : Les Petits Meurtres d'Agatha Christie (série télévisée), saison 3 : Barbara Bellecour (rôle récurrent)

## Théâtre
- Un nid pour quoi faire d’Olivier Cadiot, mise en scène de Ludovic Lagarde
- 2004 : Oui dit le très jeune homme de Gertrude Stein, mise en scène de Ludovic Lagarde
- Fairy Queen d’Olivier Cadiot, mise en scène de Ludovic Lagarde
- 2007 : Richard III de Peter Verhelst, mise en scène de Ludovic Lagarde
- 2011 : Tout doit disparaître d’Éric Pessan, mise en scène de Frédéric Maragnani
- 2014 : Le Regard du nageur d’elle-même, mise en scène de Ludovic Lagarde et Lionel Spycher
- 2014 : L'Avare de Molière, mise en scène de Ludovic Lagarde
- 2014 : La Mouette d’Anton Tchekhov, mise en scène de Mikael Serre
- 2014 : Comment vous raconter la partie, texte et mise en scène de Yasmina Reza
- 2018 : Dans la luge d’Arthur Schopenhauer de Yasmina Reza, mise en scène de Frédéric Bélier-Garcia
- 2021 : Quai Ouest de Bernard-Marie Koltès, mise en scène Ludovic Lagarde, Théâtre national de Bretagne